# Unió Professional
Unió Professional (el nom oficial en castellà és Unión Profesional) és una associació professional constituïda com un fòrum el 1980. Està integrada per 33 consells generals de col·legis professionals.